# Bob Atcher
Bob Atcher (* 11. Mai 1914; † 30. Oktober 1993) war ein US-amerikanischer Country-Sänger, der seine Erfolge in den 1930er Jahren bei der Radioshow WLS National Barn Dance verzeichnen konnte.

## Leben

### Kindheit und Jugend
Bob Atcher wuchs in Kentucky auf. Sein Vater spielte Fiddle und Atcher lernte ebenfalls Fiddle sowie Gitarre. Schon mit 14 Jahren besuchte er die Kentucky State University und trat außerdem als Gitarrist und Jodler auf.

### Karriere
Anfang der 1930er Jahre machte er sein Debüt beim Radiosender WHAS in Louisville, Kentucky, und zog in den Jahren danach durch den Süden der USA, wo er bei verschiedenen kleinen Sendern auftrat. In Louisville hatte er Loretta Applegate kennengelernt, die als „Bonnie Blue Eyes“ auftrat und beide heirateten 1935. 1937 ließ Atcher sich in Chicago nieder, wo er ab 1939 über das Columbia Broadcasting System mit einer Show auf WGBM im ganzen Land zu hören war.
Im selben Jahr unterzeichnete Atcher bei Columbia Records einen Plattenvertrag und am 15. Mai desselben Jahres spielte er in Chicago seine ersten Singles ein, darunter auch Duette mit seiner Bonnie Blue Eyes. Es folgten zahlreiche weitere Aufnahmen für Columbia und deren Sublabels Vocalion Records, OKeh Records und Conqueror Records. Auf den meisten Aufnahme-Sessions waren seine Frau und sein Bruder Randy Atcher, ebenfalls Country-Sänger, zugegen.
Um 1942 wurde er in Chicago Direktor zweier Radiosender.
In der zweiten Hälfte des Zweiten Weltkriegs diente Atcher in der US Army, nahm seine Karriere als Musiker aber wieder auf und unterzeichnete erneut bei Columbia, wo er mit Why Don’t You Haul Off and Love Me und I Must Have Been Wrong 1948 in die neuen Country-Charts einstieg. Im selben Jahr schloss er sich dem National Barn Dance aus Chicago an und schnell wurde Atcher dort in der wöchentlich ausgestrahlten Samstagabendshow einer der beliebtesten Sänger. Der Barn Dance war in diesen Jahren immer noch eine der erfolgreichsten Country-Shows und Atcher blieb der Sendung bis zur Show treu.
1950 wechselte Atcher von Columbia zu Capitol Records und dann zu Kapp Records, kehrte in den 1960er Jahren aber zu Columbia zurück. Dort spielte er einige seiner alten Songs für Alben erneut ein. Von diesem Zeitpunkt an konzentrierte Atcher sich aber mehr und mehr auf geschäftliche und politische Aktivitäten. Er stieg in das Bankwesen ein und hatte ein hohes Amt bei der Schaumberg State Bank inne. Von 1959 bis 1979 fungierte er auch als Bürgermeister von Schaumberg, Illinois.
Bob Atcher verstarb am 30. Oktober 1993 im Alter von 79 Jahren.

## Diskografie

### Singles
Diskographie ist nicht vollständig.
| Jahr              | Titel                                                                    | #     | Anmerkungen                                              |
| ----------------- | ------------------------------------------------------------------------ | ----- | -------------------------------------------------------- |
| Columbia Records  |                                                                          |       |                                                          |
|                   | I Must Have Been Wrong / I Want to Be Wanted$                            | 20024 |                                                          |
|                   | One Little Raindrop too Late / Long Gone Baby$                           | 20083 |                                                          |
|                   | I Traded In My Heart for a Tear / A Long Road Ahead$                     | 20115 |                                                          |
|                   | Pins and Needles / Time Alone$                                           | 20134 | A-Seite mit Bonnie Blue Eyes                             |
|                   | Why Should I Cry Over You / Sorrow on My Mind$                           | 20136 | B-Seite mit Bonnie Blue Eyes                             |
| 1942              | Don’t Let Your Sweet Love Die / Honest I Do$                             | 20138 |                                                          |
| 1942              | In the Echo of My Heart / Let’s Tell Our Dream to the Moon$              | 20145 | A-Seite mit Bonnie Blue Eyes                             |
| 1942              | Walkin' the Floor Over You / Sweethearts or Strangers$                   | 20159 | B-Seite mit Bonnie Blue Eyes                             |
|                   | The Crying Song / You Love or You Don’t$                                 | 20170 | B-Seite mit Bonnie Blue Eyes                             |
|                   | I Dream of Your Bonnie Blue Eyes / She’s Not My Curly Headed Baby$       | 20248 | A-Seite mit Randy Atcher / B-Seite mit Bonnie Blue Eyes$ |
|                   | Crying Myself to Sleep / You Are My Sunshine$                            | 20318 |                                                          |
|                   | The Last Letter / You’re My Darling$                                     | 20319 |                                                          |
|                   | I Won’t Care / Now I Know Somebody Doesn’t Care$                         | 20328 | mit Bonnie Blue Eyes                                     |
|                   | A Face I See at Evening / You Waited Too Long$                           | 20330 | mit Bonnie Blue Eyes                                     |
|                   | No One to Kiss Me Goodnight / We Never Dream the Same Dream Twice$       | 20332 |                                                          |
|                   | Cool Water / Pennsylvania Pal$                                           | 20354 |                                                          |
|                   | Wasted Tears / On Account of You$                                        | 20363 |                                                          |
|                   | I’ll Never Grow Too Old to Love You / I Don’t Want Nobody$               | 20379 |                                                          |
| 1947              | Never Trust a Woman / Don’t Give Me Your Heart$                          | 20382 |                                                          |
| 1947              | Signed, Sealed and Delivered / Mountain Maw$                             | 20393 |                                                          |
| 1948              | Your Broken Vow / Down with the Feminine Gender$                         | 20410 |                                                          |
| 1948              | Time Will Tell / In My Heart$                                            | 20468 | A-Seite mit Bonnie Blue Eyes                             |
| 1948              | Barbara Allen #1 / Barbara Allen #2$                                     | 20481 |                                                          |
| 1948              | Methodist Pie / Ladies Man$                                              | 20482 |                                                          |
| 1948              | Young Rogers / Devilish Mary$                                            | 20483 |                                                          |
| 1948              | Old Smokey / Hunters of Kentucky$                                        | 20484 |                                                          |
|                   | Nobody Knows But Me and You / Now That You’re Gone$                      | 20527 | B-Seite mit Bonnie Blue Eyes                             |
|                   | Foggy Foggy Dew / Blue Tail Fly$                                         | 20538 |                                                          |
|                   | Smiling with a Broken Heart / Money, Marbles and Chalk$                  | 20556 |                                                          |
|                   | Tennessee Border / Don’t Rob Another Man’s Castle$                       | 20557 |                                                          |
|                   | The Nightingale / I’ll Remember You Love In Prayers$                     | 20608 |                                                          |
|                   | Warm Red Wine / Why Don’t You Haul Off and Love Me$                      | 20611 |                                                          |
|                   | Red River Valley / Home on the Range$                                    | 20618 |                                                          |
|                   | Strawberry Roan / Little Joe the Wrangler$                               | 20619 |                                                          |
|                   | Cowboy’s Dream / Bury Me Not on the Lone Prairie$                        | 20620 |                                                          |
|                   | The Old Chisholm Trail / I’ve No Use for the Women$                      | 20621 |                                                          |
|                   | To Make You Mine / I Can’t Think of Love Without You$                    | 20659 |                                                          |
|                   | I Want to Be Wanted / I Must Have Been Wrong$                            | 36    |                                                          |
| Conqueror Records |                                                                          |       |                                                          |
|                   | I Found My Cowgirl Sweetheart / When the Locust Is in Bloom$             | 9338  |                                                          |
|                   | Going Home to Mother / I’m Not Comin' Home Tonight$                      | 9348  |                                                          |
|                   | I’m Thinking Tonight of My Blue Eyes / You Love Me or You Don’t$         | 9379  |                                                          |
|                   | You’re My Darling / The Last Letter$                                     | 9380  |                                                          |
|                   | Answer to You Are My Sunshine / Blues in Jail$                           | 9672  |                                                          |
|                   | I’m Lending You to Uncle Sammy / Are You Sure?$                          | 9673  |                                                          |
|                   | Cool Water / I Wish It Wasn’t So$                                        | 9674  |                                                          |
|                   | Going South / You’ll Always Have My Heart$                               | 9675  | B-Seite mit Bonnie Blue Eyes                             |
|                   | I Wonder Where You Are Tonight / Take Me Back Again$                     | 9815  |                                                          |
|                   | Now That You’re Done (Oh My Darling) / Don’t Say Goodbye Little Darling$ | 9816  | B-Seite mit Bonnie Blue Eyes                             |
|                   | There’ll Be a Day / Will You Be True$                                    | 9817  |                                                          |
| Vocalion Records  |                                                                          |       |                                                          |
|                   | When the Locust Is in Bloom / I’ve Found My Cowgirl Sweetheart$          | 5001  | A-Seite mit Bonnie Blue Eyes                             |
|                   | Family Prayers / Letter That Went to God$                                | 5069  |                                                          |
|                   | I’m Thinking Tonight of My Blue Eyes / Whisper Goodbye$                  | 5134  |                                                          |
|                   | Crying Myself to Sleep / You Are My Sunshine$                            | 5370  | B-Seite mit Bonnie Blue Eyes                             |
| Tiffany Records   |                                                                          |       |                                                          |
| 1954              | Two Can Play Your Game / High and Dry$                                   | 1309  |                                                          |

### Alben
- 19??: The Dean of Cowboy Singers (Columbia)